# Stomfa

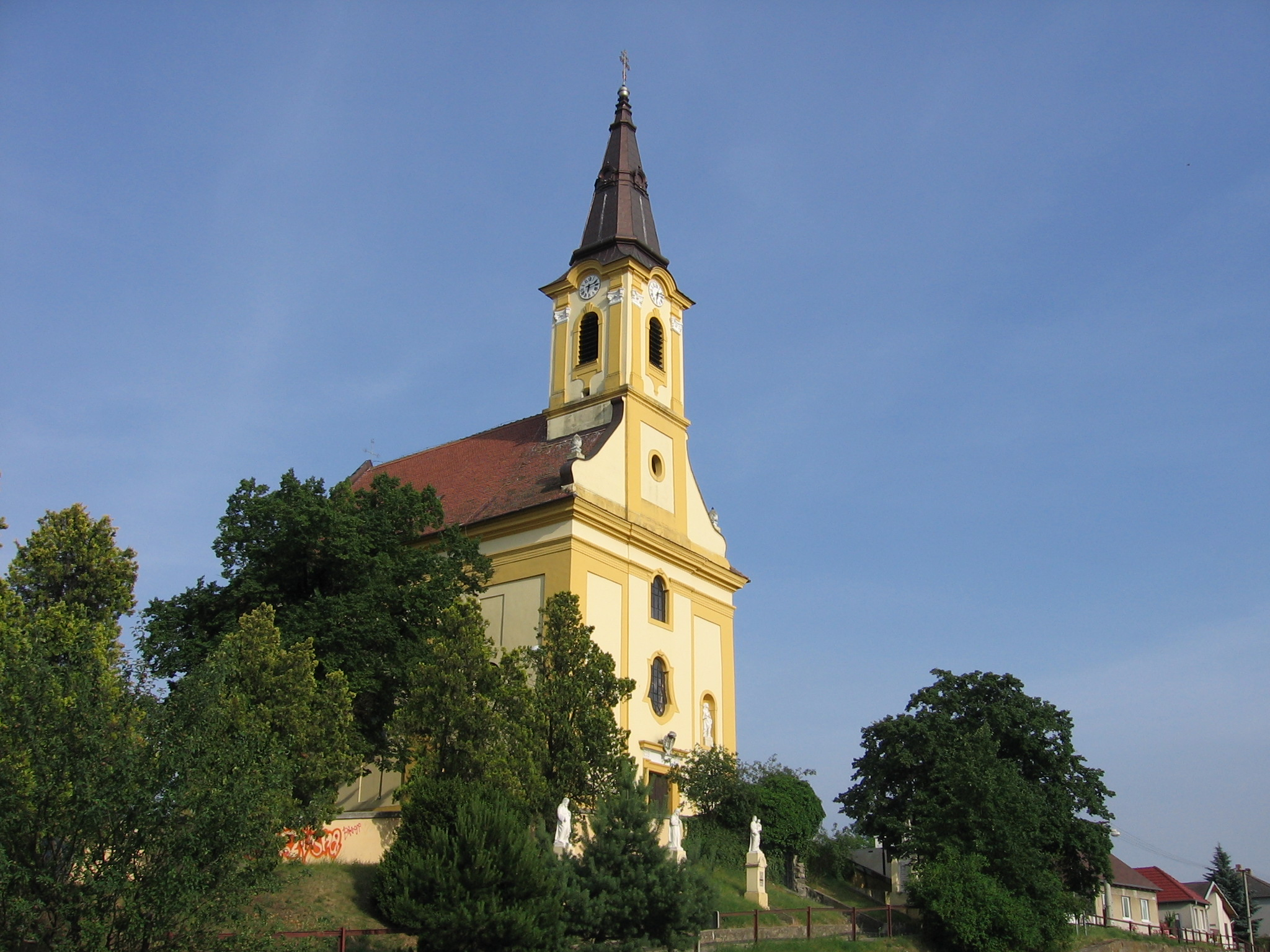
A mászti római katolikus templom

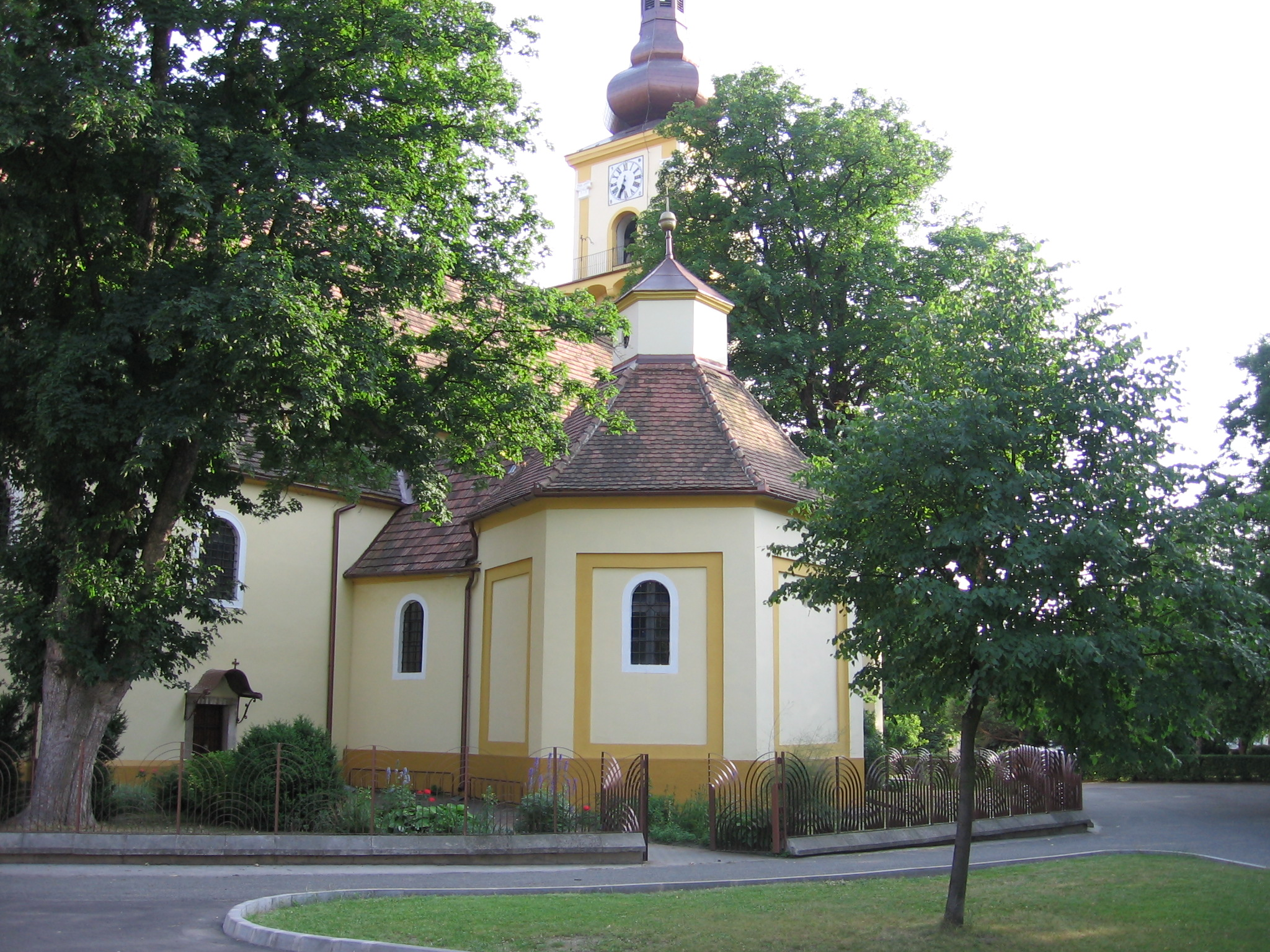
A Szent István templom

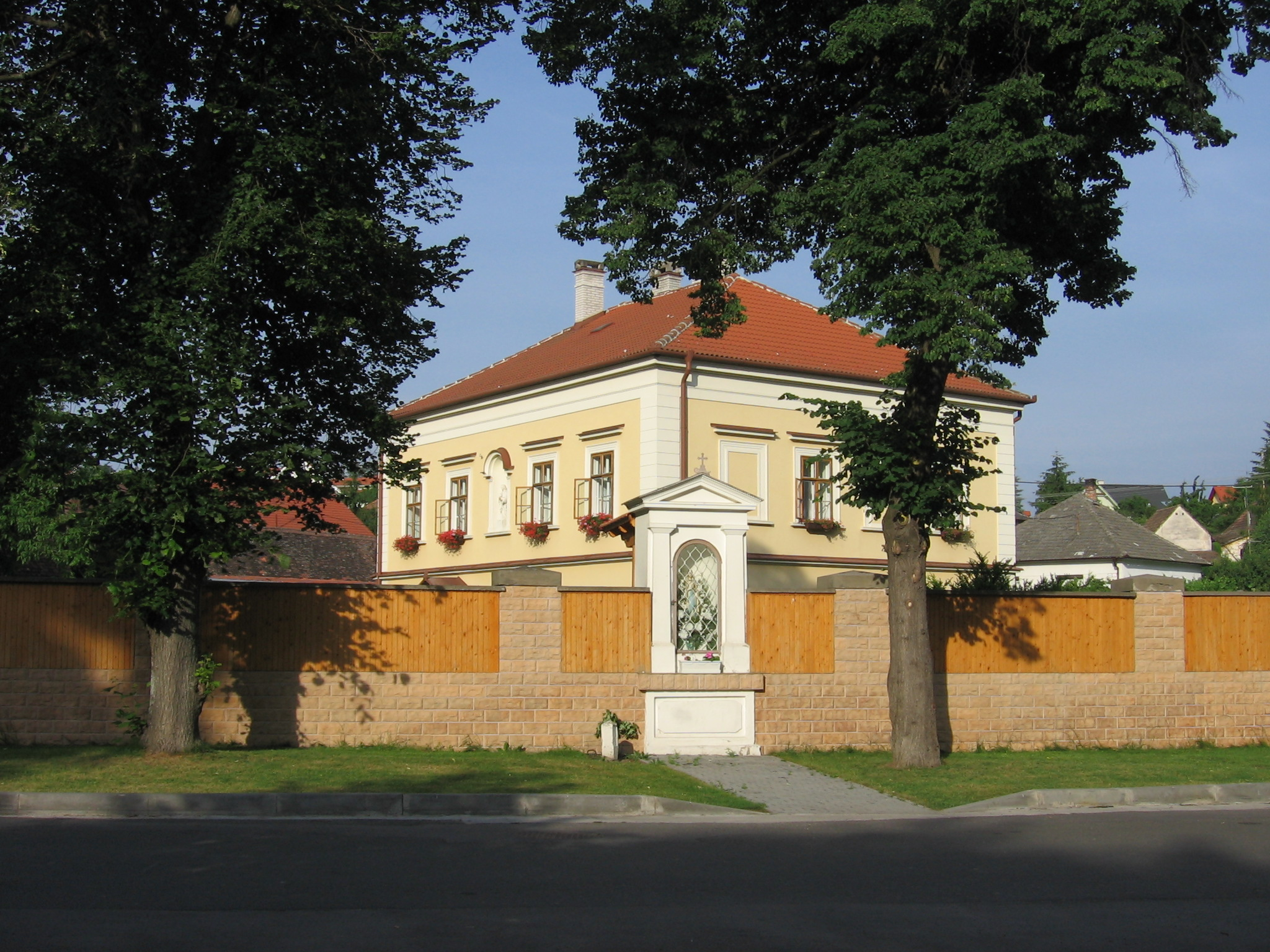
A plébánia épülete

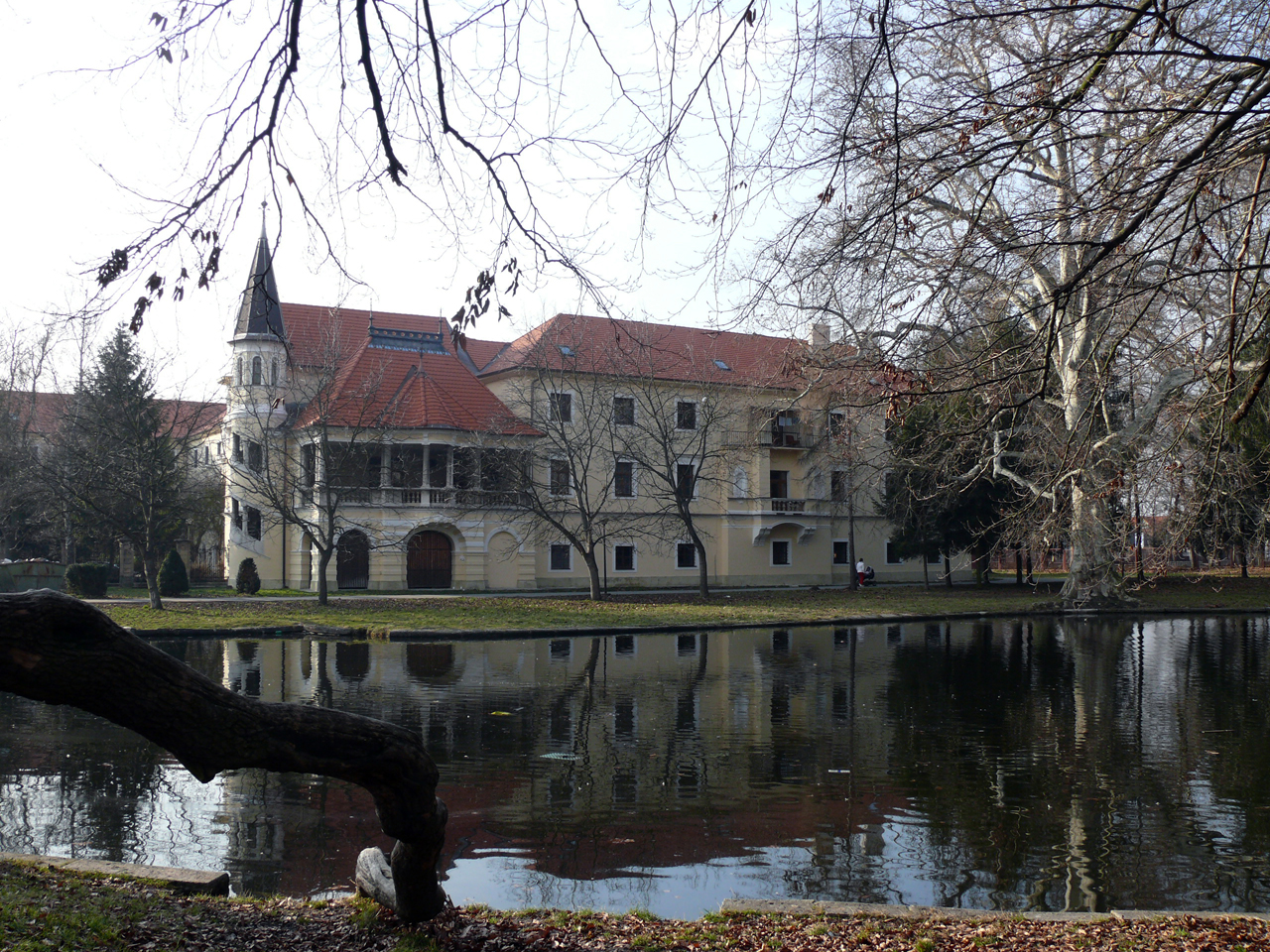
A Pálffy-várkastély

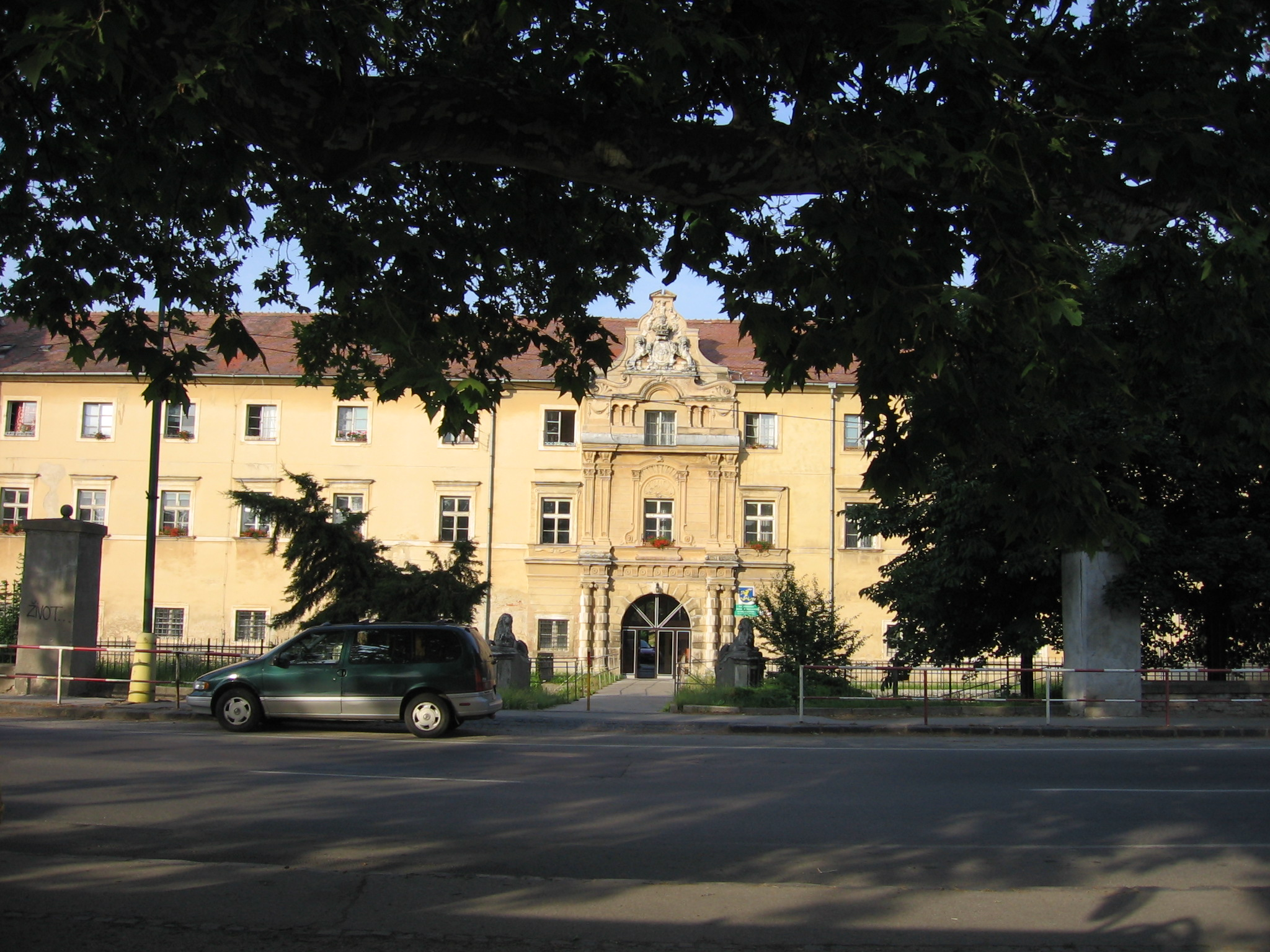
A kastély homlokzati része

Stomfa (szlovákul Stupava, németül Stampfen) város Szlovákiában, a Pozsonyi kerületben, a Malackai járásban.

## Fekvése
Pozsonytól 15 km-re északra fekszik, közigazgatásilag Mászt tartozik hozzá.

## Története
Területe a kőkortól lakott, a hallstatt és La Tène kor nyomait is megtalálták a környékén. A 2. században római castrum állt itt, majd a magyar határvédelmi rendszer része lett. A közeli erődítményeibe székely határőröket telepítettek.
Stomfa első írásos említése 1269-ben, IV. Béla király adománylevelében történt "Ztumpa" alakban. Várát a 13. század második felében építették, de 1271-ben Ottokár cseh király elfoglalta és leromboltatta. A borostyán-stomfai uradalom központja volt. A 15. század elején cseh zsoldosok a helység templomát megerősítve erődítményt építettek. Az egykori vár helyén, a 17. században a Pálffyak pompás reneszánsz várkastélyt építettek, majd a Károlyiak 1870-ben romantikus stílusban átalakították. A városnak 1553-ban 51 portája volt. 1828-ban 3374-en lakták. Az 1670. évi bécsi kiűzés után számos gazdag zsidó család Stomfán telepedett le és tekintélyes zsidó közösség alakult itt ki. Zsinagógájuk 1803-ban épült fel. Lakói főként mezőgazdasággal, szőlőműveléssel, kertészettel, állattartással, halászattal, erdei munkákkal, mészégetéssel, kézművességgel és kereskedéssel foglalkoztak. Lenből és kenderből állítottak elő olajat. Sörfőzdéjét a 16. században alapították. A Stomfa-patakon számos vizimalom is működött.  A 19. században szeszfőzde, cementgyár és konzervgyár üzemelt a városban.
Vályi András szerint "STOMFA. Tót Mezőváros Pozsony Várm. földes Ura G. Pálfy Uraság, a’ kinek kastéllyával ékesíttetik, lakosai katolikusok, fekszik Fejérhegyeknek szomszédságában; Postája, és Ispotállya is van, határja leginkább gabonát, és árpát terem; földgye, mezeje jó, szőleje is terem, erdeje van, folyói is vagynak, piatza Pozsonyban; régi Vára elpusztúlt."
Fényes Elek szerint "Stomfa, (Stampfen, Stupava), vegyes tót m. v., Poson vmegyében, a holicsi országutban, Posontól 2 1/2 mfd. Épületei elég csinosak, s köztük nevezetesebbek: a kath. paroch. templom, az uraság 4 toronnyal felékesitett roppant várkastélya, mellyhez egy szép angolkert is tartozik; a nagy vendégfogadó, az uraság roppant gazdasági épületei, a postaház, a synagoga, s egynehány nemesi curiák. Lakosai, kik 2970 kath., 1 evang., 830 zsidókra mennek, földmivelésből, mesterségekből, bortermesztésből táplálják magokat. Szántóföldei bár homokosok, de jól miveltek: rozs, kender, árpa, burgonya termesztésére igen alkalmatosok. Erdeje tágas: rétje, legelője elég. Szőlőhegye közönséges bort terem; gyümölcse sok és jó. Van vadas kertje és több vizimalma. F. u. gr. Pálffy Károlyné."
Pozsony vármegye monográfiája szerint "Stomfa, nagyközség a morvavölgyi vasút stomfai szárnyvonalán, legnagyobb részben róm. kath. vallású lakosokkal. A házak száma 364, a lakosoké pedig 3327. Ősidők óta megült hely, melyről még a honfoglalás kora, előtti időből is megemlékeznek, mint a rómaiak és a quadok telepéről. Az Árpád-házi királyok idejében a határőrök főhelye volt. Hajdan, a mai kastély helyén vára is volt és 1271-ben Castrum de Stomffa néven van említve. Várát 1273-ban Ottokár cseh király elfoglalta. 1332-ben Stomffa, 1349-ben pedig Stompha alakban, 1332-ben Stupáv és Ustupáv és 1373-ban Stompa néven találjuk említve. Az 1553-iki portális összeírásban Serédy Gáspárnak itt 51 portája adózik. A község hajdan mezőváros volt s Miksa és Lipót királyoktól vásárszabadalmakat nyert. Későbbi birtokosai 1518-tól a Pálffyak lettek, de 1867-ben a Károlyi grófok tulajdonába került és most Károlyi Lajos gróf a birtokosa. A XVIII. században Stampfen német és később Stupava tót neve is ismeretes. A mult század elején nevezetes volt vízárkokkal körűlvett négytornyú várkastélya, mely azonban ma már át van építve, s egyike a vármegye legszebb kastélyainak; Károlyi Lajos gróf tulajdona. A mult század második felében serfőző is volt itt; ez időszerint keményítőgyára van, mely a Károlyi-uradalomhoz tartozik. A községben van katholikus fogyasztási egyesület, takarékpénztár, két kaszinó és izr. segítő-egyesület. Van itt apáczakolostor és zárda is, melyet 1884-ben a gróf Károlyi család alapított. Továbbá palotaszerű községi iskola, mintaszerű kath. szegénymenház és izr. menház. Katholikus temploma ősrégi és 1355-ben már fennállott; az idők folyamán azonban kibővítették és legutóbb 1755-ben alakították át. A kálvária-templom 1709-ben épült. Az egyház birtokában igen régi szentségtartó van, mely azelőtt a máriavölgyi Pálosok tulajdona volt. Van egy kelyhe is a XVII. századból. Gond Ignácz esperes-plébánosnak igen gazdag gyűjteménye van műtörténeti tárgyakból. Birtokában vannak a szobotisti habanus anabaptisták evangéliuma és epistolái 1591-ből; érdekes és nagy értékű rézmetszet-lapok, Krisztust a keresztfán ábrázoló, ezüstben bőrre préselt szentkép, mely nálunk unikum; Szent Jeromos képe, mely szakértők állítása szerint Riberiától való; 43 darab rendkívül becses régi rajz; kb. 2000 rézmetszet; 1500 elejéről való fametszetek; több olasz aczélmetszet, kiadás előtti példányok; több mint 200 régi miniature-festmény; pergamentre festett filligran szentképek; az 1700-ból való Carmel-hegyi Boldogságos Szűz Mária-egyesület szabályai és névsora, mely egyesület Pozsonytól egésze Szakolczáig terjedt, a máriavölgyi Paulinusok albuma a XVI. század elejéről, stb. A község határában római castrum maradványai láthatók, a hol több izben érdekes leletekre bukkantak. 1866-ban 20,000 porosz tartotta megszállva Stomfát és határában kisebb ütközet volt. 1640 és 1642 között a pestis dühöngött a községben, 1703–11 között pedig négyszer leégett. 1647-ben mezőváros volt. Stomfához tartoznak Brandeis, Fáczános és Steinzinger vadászlakok, a dévénytói csárda, Erdőcske és Károly-major. A községben van posta, távíró és vasúti állomás."
A trianoni békeszerződésig Pozsony vármegye Pozsonyi járásához tartozott.

## Népessége
| Év:            | 1994. | 2004.   | 2014.    | 2024.    |
| -------------- | ----- | ------- | -------- | -------- |
| Emberek száma: | 7874  | 8283    | 10 235   | 12 850   |
| Eltérés:       |       | +5,19 % | +23,56 % | +25,54 % |

| Év:            | 2023.  | 2024.   |
| -------------- | ------ | ------- |
| Emberek száma: | 12 803 | 12 850  |
| Eltérés:       |        | +0,36 % |

1880-ban 3079 lakosából 1993 szlovák, 797 német és 136 magyar anyanyelvű volt. Ebből 2635 római katolikus, 413 izraelita, 24 evangélikus, 4 református, 1-1 görög katolikus, görög keleti és egyéb vallású volt.
1890-ben 3271 lakosából 2249 szlovák, 725 német és 230 magyar anyanyelvű volt.
1900-ban 3327 lakosából 2478 szlovák, 551 német és 258 magyar anyanyelvű volt.
1910-ben 3399 lakosából 2431 szlovák, 557 német és 390 magyar anyanyelvű.
1921-ben 3350 lakosából 2971 csehszlovák, 160 német, 101 zsidó, 83 magyar, 4 egyéb nemzetiségű és 31 állampolgárság nélküli volt.
1930-ban 3700 lakosából 3321 csehszlovák, 161 zsidó, 92 német, 64 magyar és 59 állampolgárság nélküli volt. Mászton 880 csehszlovák élt.
1970-ben 6863 lakosából 6688 szlovák, 100 cseh és 49 magyar volt.
1980-ban 8062 lakosából 7860 szlovák, 124 cseh és 67 magyar volt.
1991-ben 7834 lakosából 7674 szlovák, 98 cseh és 31 magyar volt.
2001-ben 8063 lakosából 7795 szlovák, 82 cseh és 42 magyar volt.
2011-ben 9282 lakosából 8384 szlovák, 67 cseh és 64 magyar volt.
2021-ben 12595 lakosából 11357 (+69) szlovák, 71 (+29) magyar, 2 (+5) cigány, 27 (+31) ruszin, 272 (+46) egyéb és 866 ismeretlen nemzetiségű volt.

## Nevezetességei
- Várkastélyát[7] az egykori vizivár helyén, a 17. században a Pálffyak építtették reneszánsz stílusban, a Károlyiak 1870-ben romantikus stílusban alakították át. A kastély 1947-ben leégett, de helyreállították.
- Szent István király tiszteletére szentelt római katolikus temploma a 14. század közepén épült vártemplomként. Legrégibb említése 1390-ből származik. A templomot a Pálffyak 1764-ben jelentősen bővítették és átépíttették.
- Barokk kálvária kápolnája 1709 és 1713 között épült.
- A templom előtti Szentháromság-oszlop a 18. században épült.
- A Mária-oszlop 18. századi.
- A zsinagóga 1803-ban épült.
- Mászt városrész Szent Sebestyén tiszteletére szentelt római katolikus temploma 1701-ben épült.
- 1968-ban nyitották meg Stomfán a Ferdiš Kostka Múzeumot Kostka szülőházában, ahol ez a jelentős keramikus élt és alkotott, illetve az ún. brenhausban, ahol egy habán fazekasmester műhelyét és boltját tekinthetjük meg. Egy nagyobb helyiségben a régi habán égetőkemence is fennmaradt.
- A főutca barokk és klasszicista lakóházai 1850 körül épültek.
- A plébánia épülete.
- A régi posta épülete.
- A grófi malom.
- Határában római castrum maradványai láthatók.

## Híres emberek
- Innét származott Dov Ber ben Feiwel (17. század - 18. század) rabbi.
- Innét származott Reich Jaakov Koppel (1838-1929) rabbi.
- Innét származott Hirschler Ágoston (1861-1911) orvos.
- Itt született 1740-ben Marchal Antal pozsonyi szobrászművész.
- Itt született 1819. október 30-án Klasz Márton vízépítő mérnök, királyi tanácsos és országos középítészeti felügyelő. Több nagy magyarországi folyó szabályozásának tervezője és vezetője.
- Itt született 1823. március 3-án Hirschler Ignác szemészorvos, a Magyar Orvosegyesület titkára, majd alelnöke.
- Itt született 1838. augusztus 18-án Angelo Neumann színigazgató, Richard Wagner műveinek egyik korai népszerűsítője.
- Itt született 1851. január 16-án gróf Burián István, a Monarchia pénzügy-, majd külügyminisztere.
- Itt született 1896-ban Holly Jenő költő, író, színműíró, lapszerkesztő.
- Itt élt Eibenschütz Mordechai (18. század) rabbi.
- Itt élt Altenkunstadt Jaakov (1766-1836) rabbi.
- Itt élt Pálffy-Daun Lipót (1834-1884) festőművész, grafikus.
- Itt élt és alkotott Ferdiš Kostka (1878-1951) keramikusművész, alkotásait múzeum mutatja be a városban.
- A város díszpolgára volt Prileszky Tádé (1826-1895) bölcseleti doktor, országgyűlési képviselő.
- Itt hunyt el 2000. január 6-án Csemiczky László festőművész.
- Benet Mordechai (stomfai rabbi).
- Itt szolgált Eisenstadt Méir (17. század) rabbi.
- Itt szolgált Madurkay Miklós (1854-1923) katolikus plébános.
- Itt szolgált Sándorfi Nándor (1863-1921) esperes plébános, amatőr régész.
- Itt dolgozott Jozef Mihalkovič (1935) szlovák költő és műfordító.
- Itt ásatott Vladimír Turčan (1952) szlovák régész.

## Gazdaság
- Halgazdaság